# Bellaria – So lange wir leben!
Bellaria – So lange wir leben! ist ein Dokumentarfilm von Douglas Wolfsperger aus dem Jahr 2001. Die Österreich-Premiere fand am 11. April 2002 im Wiener Bellaria Kino statt. In Deutschland kam der Film am 24. Oktober 2002 in die Kinos. Im selben Jahr erhielt er vom Österreichischen Fachverband der Film- und Musikindustrie das Prädikat Besonders wertvoll verliehen.

## Handlung
Das Wiener Kino Bellaria ist ein kleines Programmkino in der Museumsstraße, einer Seitenstraße  hinter dem Wiener Volkstheater, in dem vorwiegend Filme aus der UFA-Zeit gezeigt werden. Der Fokus des Dokumentarfilms liegt auf den Lebensgeschichten der pfiffigen, betagten Kinobesucher, ihrer Faszination für das Kino und ihrer Sehnsucht nach der Vergangenheit.

## Rezeption
Das Lexikon des internationalen Films bezeichnet den Film als ausgesprochen unterhaltsam und liebenswert. Die Zeitschrift Cinema bemängelt, dass die Einstellungen mit Musik und Text überfrachtet seien. Es handle sich insgesamt dennoch um einen charmanten Film.

## Auszeichnungen
- Bayerischer Filmpreis 2002
- Prix Europa 2002
- The Silver Plaque For Best Documentary, Chicago International Filmfestival 2002
- International Grand Prix For Documentary Monte Carlo 2002
- Ernst-Lubitsch-Preis 2003
- Intermedia-Globe GOLD, WorldMediaFestival Hamburg 2003
- The Gold Plaque For Best Documentary, 40th Chicago International Television Competition 2004
- Lobende Erwähnung der Internationalen Jury der Filmkunst-Theater C.I.C.A.E. 2002
- Nominierung zum Deutschen Kamerapreis 2002
- Nominierung zum BaWü-Dokumentarfilmpreis 2003
- Nominierung zum Dokumentarfilmpreis des Bayerischen Rundfunks

## Festivals
Deutschland
- Filmfestival Max Ophüls Preis 2002, Saarbrücken (Eröffnungsfilm)
- 52. Berlinale (Sondervorführung im Offiziellen Programm), Februar 2002
- 17. Internationales Dokumentar-Filmfestival, München (Eröffnungsfilm), April 2002
- Internationales Filmfest Emden-Norderney 2002
- Filmfest Biberach 2002
- 19. Kasseler Dokumentarfilm- und Videofest (Eröffnungsfilm), November 2002
- Internationales Filmfest Braunschweig, November 2002
- Kinofest Lünen (Eröffnungsfilm), November 2002
- Internationales Filmwochenende Würzburg (Eröffnungsfilm), Januar 2003

International
- Diagonale 2002, Graz (Österreichische Jahresfilmschau), März 2002
- Sydney Film Festival 2002
- Karlovy Vary International Filmfestival 2002
- Internationales Filmfestival Jerusalem 2002
- Chicago International Filmfestival 2002, im Wettbewerb
- Flanders International Filmfestival Ghent 2002
- Kiev International Festival 2002
- Max! Filmfestival Hongkong 2002
- Festival of Festivals, Aarhus (Dänemark) 2002
- International Documentary Film Festival Amsterdam 2002
- German Film Festival London 2002
- German Film Festival Rom 2003
- German Film Festival Madrid 2003
- German Film Festival Buenos Aires 2003
- Umeå International Film Festival (Schweden) 2003
- German Film Festival Moskau 2003